# Episodi di Farscape (quinta stagione)
In Italia la miniserie conclusiva è andata in onda in prima visione su Rai4 dall'11 maggio 2012 al 15 maggio 2012.
| nº | Titolo originale         | Titolo italiano                  | Prima TV USA    | Prima TV Italia |
| -- | ------------------------ | -------------------------------- | --------------- | --------------- |
| 1  | The PeaceKeeper Wars (1) | Le guerre dei Pacificatori (1.1) | 17 ottobre 2004 | 11 maggio 2012  |
| 1  | The PeaceKeeper Wars (1) | Le guerre dei Pacificatori (1.2) | 17 ottobre 2004 | 12 maggio 2012  |
| 2  | The PeaceKeeper Wars (2) | Le guerre dei Pacificatori (2.1) | 18 ottobre 2004 | 14 maggio 2012  |
| 2  | The PeaceKeeper Wars (2) | Le guerre dei Pacificatori (2.2) | 18 ottobre 2004 | 15 maggio 2012  |